# Homonormatividade
Homonormatividade é o privilégio de ideais e construções heteronormativas na cultura e identidade LGBT. É o pressuposto que afirma que as normas e os valores da heterossexualidade – monogamia, monossexualidade, alossexualidade, gênero binário, cisgeneridade – devam ser divulgados e utilizados pela população homossexual, como políticas de respeitabilidade. A homonormatividade privilegia seletivamente a homossexualidade cisgênero (que é matrimonial e monogâmica) como digna de aceitação social.

## Origem
O termo "homonormatividade" foi popularizado por Lisa Duggan em sua crítica de 2003 à democracia contemporânea, igualdade e discurso LGBT. Partindo da heteronormatividade, popularizada por Michael Warner em 1991, e de conceitos enraizados na noção de Gayle Rubin do "sistema de sexo/gênero" e na noção de Adrienne Rich de heterossexualidade compulsória.

Duggan escreve:
"Homonormativa é uma política que não contesta premissas e instituições dominantes de heteronormatividade, mas as abraça e sustenta, prometendo a possibilidade de uma cultura gay desmobilizada ancorada na domesticidade e no consumo".
Catherine Connell afirma que a homonormatividade "enfatiza a semelhança com as normas da cultura heterossexual, incluindo casamento, monogamia, procriação e produtividade". O teórico queer David M. Halperin vê os valores da heteronormatividade replicados e privilegiados à medida que a visibilidade LGBT e os direitos civis se normalizam, afirmando que “a nota principal da política gay deixa de ser resistência à opressão heterossexual e se torna, em vez disso, a assimilação [...] o impulso para a aceitação social e integração na sociedade como um todo.”
Halperin afirma que a urbanização, gentrificação e recapitalização dos espaços queer da cidade e dos guetos gays contribuem para a prevalência e o privilégio das normas heterossexuais estabelecidas. Halperin vinculou a epidemia de HIV/AIDS dos EUA e o advento do namoro on-line como contribuindo para o deslocamento das comunidades LGBT. Ele também atribui a mudança na retórica política, discurso e atitude da libertação para a assimilação como um reforço adicional de um binário homonormativo.
A noção de Gayle Rubin de "hierarquia sexual" - que vê a sociedade heteronormativa ocidental graduar práticas sexuais de moralmente "sexo bom" para "sexo ruim" - delineia as formas de comportamento homossexual que engendram aceitação condicional. Ela escreve: "Casais de lésbicas e gays estáveis e duradouros estão se aproximando da respeitabilidade [...] se for acoplada e monogâmica, a sociedade está começando a reconhecer que inclui toda a gama de interações humanas". Rubin afirma que esses pólos de aceitabilidade e desvio veem um privilégio homonormativo de casais gays de longo prazo sobre os corpos de membros da comunidade transgêneros, não binários e promíscuos e que "os indivíduos cujo comportamento se destaca nesta hierarquia são vistos com respeito". saúde mental certificada, respeitabilidade, legalidade, mobilidade social e física, apoio institucional e benefícios materiais ".

## Discriminação
A discriminação homonormativa é implantada de maneira semelhante à heteronormatividade. As instituições e políticas sociais reforçam a presunção de que as pessoas são heterossexuais e que gênero e sexo são binários naturais. No entanto, Rubin afirma que a homonormatividade funciona para substituir o porão exclusivo que a heterossexualidade tem sobre o comportamento normativo, em vez de privilegiar seletivamente a homossexualidade cisgênero (que é acoplada e monogâmica) como digna de aceitação social.

## Política
A palestrante de Política e Relações Internacionais Penny Griffin diz que politicamente, em vez de criticar os valores neoliberais da monogamia, procriação e papéis binários de gênero, descobriu-se que a homonormatividade defende valores considerados inerentemente heterossexistas e racistas. Griffin vê o comportamento homonormativo entrelaçado com os sistemas mundiais capitalistas, com a cultura do consumo e o materialismo funcionando em seu núcleo.
Duggan afirma que a homonormatividade fragmenta as comunidades LGBT em hierarquias de dignidade e que as pessoas LGBT que chegam mais perto de imitar padrões heteronormativos de identidade de gênero são consideradas mais dignas de receber direitos. Ela também escreve que pessoas LGBT na base dessa hierarquia (por exemplo, pessoas bissexuais, pessoas trans, pessoas não-binárias, pessoas de gêneros não ocidentais, pessoas intersexo, queers não-brancas, e trabalhadoras do sexo queer) são vistas como um impedimento para isso classe de pessoas homonormativas que realizam seus direitos.

## Mídia
Andre Cavalcante diz que, à medida que a homossexualidade se torna socialmente tolerada, as representações de personagens LGBT no cinema e na televisão passaram a reforçar as restrições à autoridade cisgênero, branca e binária. O sitcom do diretor e escritor gay Ryan Murphy, The New Normal, foi criticado por seu retrato homonormativo da cultura queer e considerado "mais prejudicial do que divertido". As representações homonormativas da mídia são vistas apenas como miméticas da normalidade heterossexual, reforçando as caricaturas gays e "adeptos palatáveis de normas sociais e ideologias dominantes". Essas representações, argumenta-se, omitem as realidades queer de pessoas LGBT não brancas e não binárias, ocultando as experiências vividas de identidades variantes e impondo uma "hierarquia pela qual os indivíduos devem se conformar e são punidos se não o fizerem.”